# NGC 505
NGC 505 (również PGC 5036 lub UGC 924) – galaktyka soczewkowata (S0), znajdująca się w gwiazdozbiorze Ryb. Odkrył ją Albert Marth 1 października 1864 roku.